# كانديليتشرا
كانديليتشرا هي بلدية تقع في مقاطعة سوريا، في منطقة قشتالة وليون، في إسبانيا. يبلغ عدد سكانها 204 نسمة وذلك حسب إحصاء السكان سنة 2004. تبلغ مساحتها 44 كم².